# Wyższa Szkoła Zarządzania „Edukacja” we Wrocławiu Filia w Kłodzku
Wyższa Szkoła Zarządzania „Edukacja” we Wrocławiu Filia w Kłodzku – oddział Wyższej Szkoły Zarządzania „Edukacja” we Wrocławiu w miejscowości Kłodzko, w powiecie kłodzkim. Powstał w 2002 roku jako „Wydział Turystyki”, a obecnie ma status filii uczelni we Wrocławiu.

## Władze Uczelni
- Rektor: mgr inż. Ewa Pańka
- Dziekan: dr inż. Jarosław Wąsiński

## Kierunki kształcenia
Filia w Kłodzku prowadzi następujące kierunki studiów I stopnia:
- Zarządzanie